# San Giovanni d'Asso
San Giovanni d'Asso es una localidad italiana de la provincia de Siena, región de Toscana, con 329 habitantes.

Ubicación de la ciudad de San Giovanni d'Asso dentro de la provincia de Siena.

## Evolución demográfica
| Gráfica de evolución demográfica de San Giovanni d'Asso entre 1861 y 2001 |
|                                                                           |
| Fuente ISTAT - Elaboración gráfica por parte de Wikipedia                 |